# Convair CV-240
El Convair CV-240 y sus versiones de desarrollo posteriores Convair 340/440/540/580 es un avión comercial de alcance medio fabricado por la compañía estadounidense Convair entre los años 1947 y 1956, en los que se produjeron 1181 ejemplares de entre todas sus variantes.

## Diseño y desarrollo

### Antecedentes
La obtención de un sustituto eficaz del Douglas DC-3 constituía una empresa muy difícil. Una de las compañías dispuestas a afrontar dicho reto fue la estadounidense Consolidated-Vultee Aircraft Corporation que, a principios de los años 50, empezó a dar a conocer sus productos bajo el nombre de Convair, y en 1954 se convirtió en la División Convair de la General Dynamics Corporation.
En 1945, la aerolínea estadounidense American Airlines hizo pública una especificación para un avión de línea capaz de desarrollar con más eficacia las operaciones encomendadas hasta entonces al DC-3. De esta demanda surgió la construcción de un prototipo sin presurizar, denominado Convair Model 110 y matriculado NX90653, cuyo primer vuelo tuvo lugar el 8 de julio de 1946. Se trataba de un bimotor propulsado por motores radiales Pratt & Whitney R-2800-S1C3-G que proporcionaban 1567 kW (2100 hp) cada uno, y con capacidad para acomodar a 30 pasajeros.

### Desarrollo

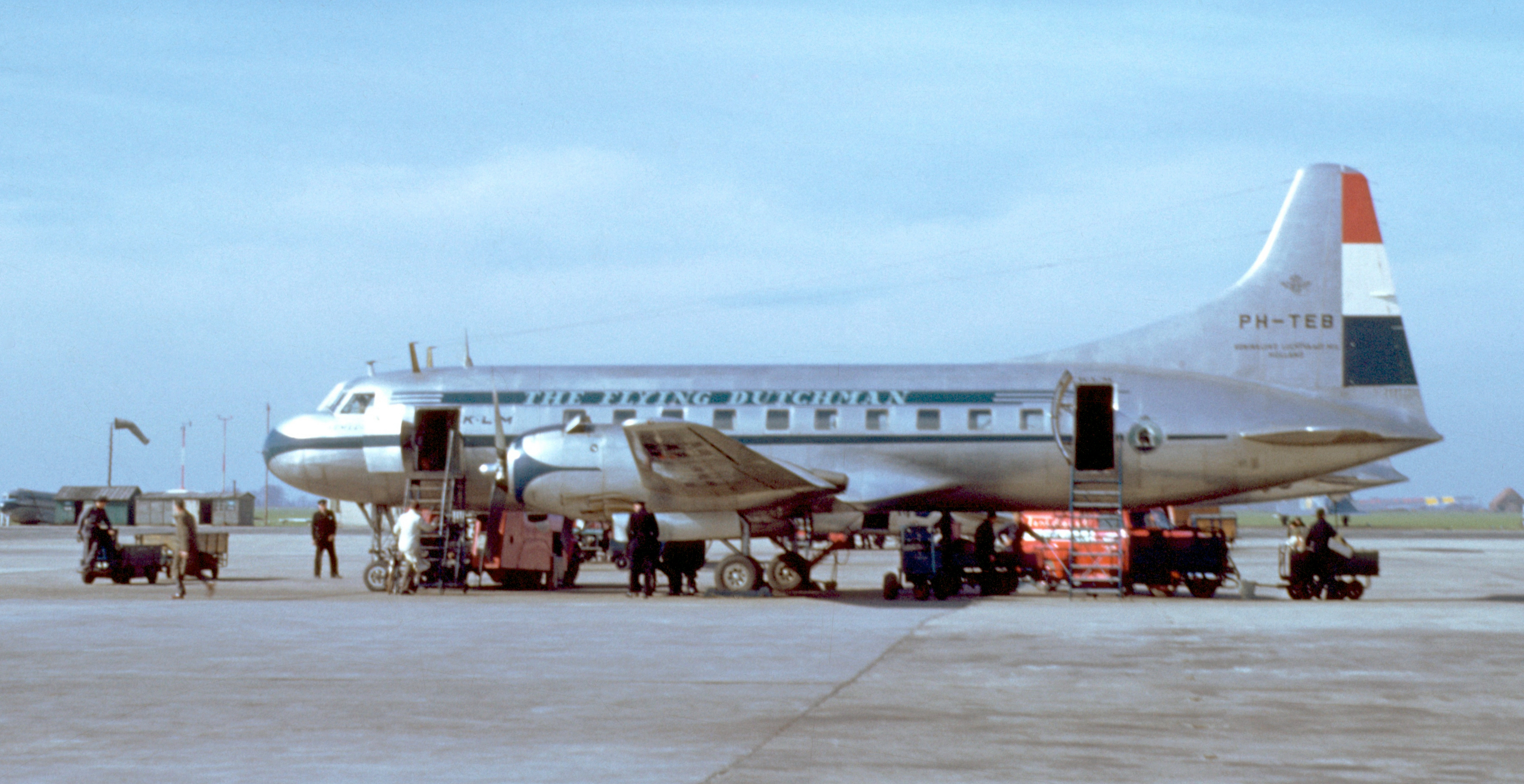
Convair CV-240 de la compañía neerlandesa KLM.

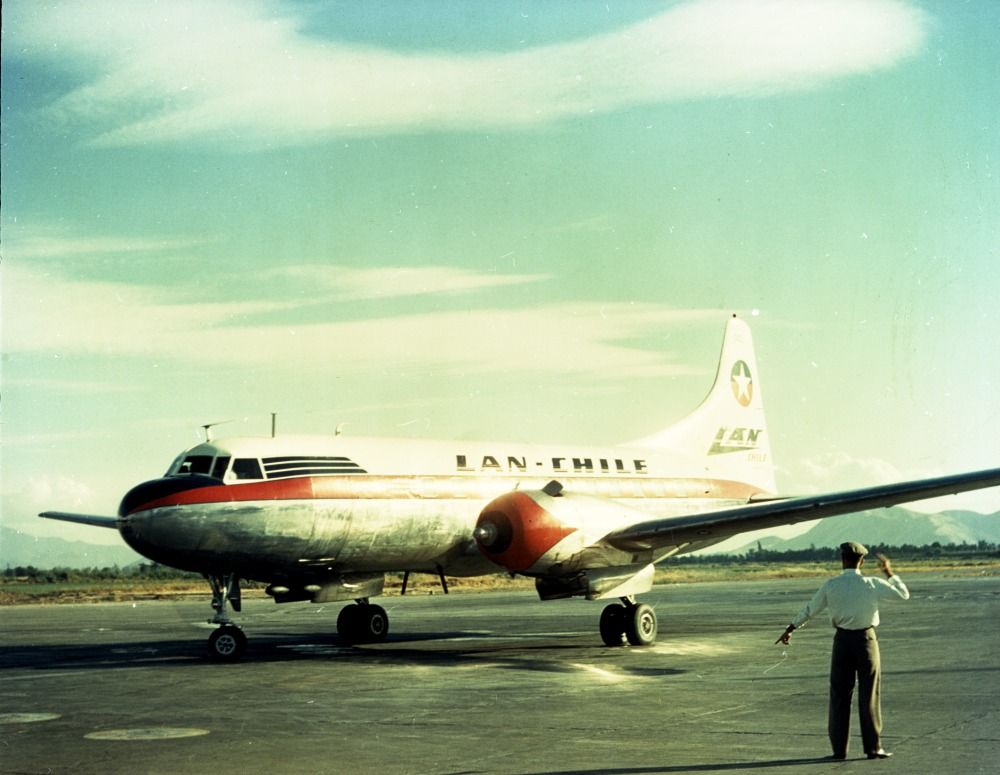
Convair 340 de LAN Chile.

Sin embargo, antes de que llegara a volar dicho prototipo, American Airlines había determinado que precisaba una capacidad mayor, lo que condujo al desarrollo de una nueva versión, el Convair Model 240, llamado más tarde Convairliner. Si bien mantenía la misma planta motriz y la configuración general del Model 110, el nuevo avión contaba con un fuselaje alargado en 1,12 m que posibilitaba acomodar a 40 pasajeros como estándar, siendo el primer avión comercial bimotor presurizado. Efectuó su primer vuelo el 16 de marzo de 1947. La primera unidad construida fue entregada a American el 29 de febrero de 1948, y entró en servicio en la misma el 1 de junio del mismo año. American recibió 75 aparatos, mientras que Western Airlines, Continental Airlines, Pan American Airways, KLM y Trans Australia Airlines se repartieron otros 50. Una cantidad bastante sustancial del total de ejemplares construidos (176 con destino a las compañías aéreas civiles) fue utilizada en tareas militares.
El desarrollo de una versión civil mejorada, conocida como Convair Model 340, se inició a comienzos de 1951. Se distinguía por la instalación de motores Pratt & Whitney R-2800-CB16 o -CB17 de 1890 kW (2500 hp) de potencia, y por la superficie alar incrementada, factores ambos que, conjugados, elevaban el peso bruto en operación. Un nuevo alargamiento del fuselaje, de 1,37 m en total, aumentó la capacidad estándar del aparato a 44 plazas. El primer ejemplar de la nueva versión realizó su vuelo inicial el 5 de octubre de 1951.
El progresivo perfeccionamiento del diseño básico determinó la aparición posterior del Convair Model 440, similar en líneas generales a los anteriores, pero que incorporaba mejoras en la aerodinámica y en la comodidad de los pasajeros, además de una disposición interior de gran densidad que permitía elevar la capacidad hasta un máximo de 52 pasajeros. El primer Convair 440 resultó de la conversión de un Convair 340, y despegó para su vuelo inicial el 6 de octubre de 1955; posteriormente se construyeron 155 nuevos aviones de línea según este estándar.

## Variantes
CV-110
Prototipo no presurizado con asientos para 30 pasajeros. Envergadura de 27,13 m (89 pies), longitud de 21,64 m (71 pies), propulsado por dos motores Pratt & Whitney R-2800-SC13G de 1567 kW (2100 hp). Se construyó un ejemplar.
CV-240
Versión inicial de producción, con asientos para 40 pasajeros en un fuselaje presurizado. Propulsado por dos motores Pratt & Whitney R-2800 de 1800 kW (2400 hp). Se construyeron 176 (excluyendo los derivados militares).
CV-240-21 Turboliner
Conversión a turbohélice equipada con motores Allison T38. Se convirtió en el primer avión de pasajeros con turbohélice en volar en los Estados Unidos (el 29 de diciembre de 1950), pero los problemas con los motores hicieron que se interrumpiera el desarrollo. Se utilizó como avión de pruebas antes de volver a ser convertido a motor de pistón.
CV-300
Una conversión de un Convair CV-240 con dos motores R-2800 CB-17 y góndolas como las utilizadas en el CV-340.
CV-340
Construido para United Airlines y otros operadores, entre ellos KLM, el CV-340 era un CV-240 alargado para albergar cuatro asientos adicionales. La envergadura se amplió para un mejor rendimiento a mayores altitudes. El CV-340 reemplazó al DC-3 en el servicio de United. La aerolínea voló 52 340 durante 16 años sin ninguna víctima mortal. KLM operó el tipo desde principios de 1953 hasta mediados de 1963. Muchos aviones CV-340 se convirtieron al estándar CV-440.
CV-440 Metropolitan
Es el CV-340 con insonorización mejorada y opción de radar meteorológico. El peso máximo aumentó a 49 700 libras. El aumento opcional de 44 a 52 pasajeros se vio facilitado por la sustitución del área de equipaje de mano por dos filas más de asientos, marcadas por la adición de una ventana adicional en la cabina. Esta opción fue adoptada por varias aerolíneas, incluidas Swissair, Lufthansa y SAS. Finnair operó el modelo desde 1956 hasta 1980.
CV-540
Conversión de un avión Convair CV-340 con dos motores turbohélice Napier Eland en lugar de los motores de pistón. Napier convirtió seis aviones para Allegheny Airlines. El coste de las conversiones fue de 160 000 libras por avión. Canadair construyó 12 de ellos como nuevos modelos para la RCAF como CC-109 en 1960 por 436 000 libras por avión. El primer vuelo tuvo lugar el 9 de febrero de 1955. Cuando Rolls-Royce compró Napier, el programa Eland se dio por terminado y los aviones de Allegheny volvieron a funcionar con motores de pistón, aunque más tarde se convirtieron en Convair 580 con turbohélices Allison.
CV-580
Conversión de un avión Convair CV-340 (Allison Prop-Jet Convair 340) o CV-440 con dos motores turbohélice Allison 501 D13D/H con hélices de cuatro palas, en lugar de motores de pistón con hélices de tres palas, un empenaje agrandado y estabilizadores horizontales modificados. Las conversiones fueron realizadas por Pacific Airmotive en nombre de Allison Engine Company. El coste de las conversiones fue de alrededor de 175 000 libras esterlinas por avión y duró 60 días. El CV-580 sirvió con las Frontier Airlines originales (1950-1986), Allegheny Airlines y North Central Airlines durante muchos años, y también fue el primer tipo de avión operado por American Eagle en nombre de American Airlines en el servicio de enlace de código compartido. General Motors Air Transport (GMAT) también utilizó aviones CV-580 en sus operaciones de transporte aéreo interno entre el Aeropuerto Metropolitano de Detroit, Dayton, Ohio, Anderson, Indiana y otros lugares según fuera necesario.

## Versiones militares
Al requerirse un tipo de entrenador que sirviera para la instrucción de navegantes y operadores de radar, la Fuerza Aérea de los Estados Unidos (USAF) solicitó a Convair dos prototipos, basados en el Model 240, y que recibirían la denominación XAT-29. El primer XAT-29 realizó su vuelo inaugural el 22 de septiembre de 1949, y, una vez concluidas las pruebas de evaluación, la USAF cursó un primer contrato de producción de 46 ejemplares del modelo, que finalmente fue denominado T-29A. Esta variante se diferenciaba del Convair 240 en que la cabina no estaba presurizada; la mayoría de los T-29A adquiridos por la USAF y la Armada de los Estados Unidos eran iguales en lo demás a sus contrapartidas civiles, exceptuando los cambios en la disposición interior. El T-29A contaba con puestos para los alumnos navegantes y cuatro astrodomos instalados en la sección superior del fuselaje; el T-29C era similar al anterior, con motores más potentes. En cambio, el T-29D constituía un entrenador avanzado de navegación y bombardeo, provisto del sistema "K" de puntería y equipo de cámaras para comprobar los resultados del bombardeo.
La primera de las variantes de transporte para la USAF fue el C-131A Samaritan, para evacuación de bajas. Estaba basado en el Convair 240 y disponía de amplias puertas de acceso para camillas o carga; la cabina estaba equipada para acomodar 27 camillas o bien 37 heridos sentados. Después de esta variante, apareció el C-131B, una versión de transporte y banco de pruebas electrónico, de la que se construyeron 36 ejemplares; asimismo se construyeron 33 C-131-D/VC-131D de transporte, de los que 27 y 6 ejemplares se convirtieron posteriormente a los estándares Convair Model 340 y 440, respectivamente. Finalmente, vieron la luz 15 entrenadores en contramedidas electrónicas C-131E, cuya entrega se realizó entre los años 1956 y 1957. Se aplicó la designación RC-131F a las conversiones de C-131E destinadas a labores de reconocimiento aéreo; un único ejemplar RC-131G, obtenido por el mismo procedimiento de conversión, se equipó para comprobar el funcionamiento de las ayudas a la navegación en las rutas aéreas. Dos aviones se reequiparon con turbohélices con el fin de proporcionar experiencia en el manejo de aparatos dotados con este tipo de planta motriz. Cuatro C-131D modificados de forma similar se utilizaron como transportes VIP bajo la designación VC-131H.
La Armada de los Estados Unidos adquirió 36 transportes para carga, personal y evacuación R4Y-1, un único transporte VIP R4Y-1Z (VC-131F) y dos versiones de transporte del Convair 440 denominadas R4Y-2 (C-131G). También operó con un pequeño número de T-29 cedidos por la USAF.
Las Fuerzas Armadas del Canadá recibieron ocho aviones similares a los VC-131H de la USAF, a los que se dio la designación CC-109 Metropolitan. Algunos ejemplares de Convair 440 pertenecientes a compañías aéreas entraron más tarde al servicio de las Fuerzas Aéreas de Alemania Occidental, Bolivia, Italia y el Ejército del Aire de España.
Cabe destacar que el primer avión privado en ser utilizado como medio de transporte durante una campaña presidencial en los Estados Unidos fue un CV-240; el Caroline sirvió a John F. Kennedy durante la campaña de 1960. Este aparato se conserva en el Museo Nacional del Aire y el Espacio de Washington D. C..

## Operadores

### Civiles
Actuales
- IFL Group: CV-580

Antiguos
- Aero California: CV-340
- Aerolíneas Argentinas: CV-240
- Aeromexico: CV-340
- Aeroquetzal: CV-580
- Air Chathams: CV-580
- Chathams Pacific: CV-580
- Air Fiji: CV-580
- Air Freight NZ: CV-580 y CV5800
- Air Resorts: CV-440 que antiguamente había operado American Eagle
- Air Tahoma: CV-240 y CV-580
- Allegheny Airlines: CV-340, CV-440, CV-540 y CV-580
- American Airlines
- Ansett Airlines: CV-340 y CV-440
- ARCO Aerolíneas Colonia S.A.: CV-240 y CV-600
- Aspen Airways: CV-580
- Avensa: CV-340, CV-440 y CV-580
- Aviaco: CV-240 (2) / CV-440 (3)
- Aviateca: CV-240, CV 440 y 340
- Bar Harbor Airlines: CV-600
- Braniff International Airways: CV-340
- Cal Sierra Airlines: CV-580
- Canadian Pacific Airlines: CV-240
- Central Airlines: CV-240 y CV-600
- Conair Group
- Continental Airlines
- IFL Group: CV-580 y CV5800
- Delta Air Lines: CV-340 y CV-440
- Desert Air: CV-240
- Eastern Airlines: CV-440
- ERA Aviation: CV-580
- Finnair: CV-340 (convertidos en CV-440) y CV-440
- FAMA (Flota Aérea Mercante Argentina): CV-240
- Frontier Airlines: CV-580 y CV-600
- Garuda Indonesia: CV-240, CV-340 y CV-440
- Hawaiian Airlines: CV-340
- Iberia: CV-440
- JAT Yugoslav Airlines: CV-340 y CV-440
- Kar-Air: CV-440
- Kelowna Flightcraft Air Charter: CV-580 y CV5800
- Kitty Hawk Aircargo: Convair 640
- KLM: CV-240 y CV-340
- LACSA: CV-340
- Lake Central Airlines: CV-340 y CV-580
- LAN Chile: CV-340
- Líneas Aéreas Paraguayas (LAP): 3 CV-240
- Linjeflyg: CV-340 y CV-440
- LOT Polish Airlines: CV-240 (5 entre 1957 y 1966)
- Lufthansa: CV-440
- Miami Air Lease: CV-440
- Midwest Air Charter/Airborne Express: CV-600
- National Airlines: CV-440
- Nolinor Aviation: CV-580
- North Central Airlines: CV-580
- Northeast Airlines: CV-240
- Northwest Airlines: CV-580
- Pacific Western Airlines: CV-640
- Pakistan International Airlines: CV-240
- Pan American World Airways
- Partnair: CV-580
- Philippine Airlines: CV-340 (entre los años 50 y 60)
- Pionair: CV-580
- Prinair: CV-580
- Real Transportes Aéreos: CV-340 y CV-440
- Republic Airlines: CV-580
- SABENA: CV-240 y CV-440
- SAS: CV-440
- Serviços Aéreos Cruzeiro do Sul: CV-240 y CV-340
- SMB Stage: CV-600
- Swissair: CV-240
- Texas International Airlines: CV-600
- Toa Airways
- Trans Australia Airlines
- Trans Texas Airways: CV-240 y CV-600
- Transportes Aéreos Nacional: CV-440
- United Airlines
- Varig: CV-240
- Viasa: CV-580 y CV-880
- Western Airlines
- Wright Airlines: CV-600
- Zantop International Airlines: Convair 640

### Militares
AlemaniaCV-440
 Australia
- Real Fuerza Aérea Australiana: dos CV-440 estuvieron en servicio entre 1956 y 1968.

 BoliviaCV-440 y CV-580
 ColombiaCV-580
 ItaliaCV-440
 Paraguay
- Fuerza Aérea Paraguaya: CV-440/C-131D

 Sri Lanka
- Fuerza Aérea de Sri Lanka: CV-440

## Accidentes e incidentes
- Tres miembros de la banda de rock estadounidense Lynyrd Skynyrd murieron cuando el Convair CV-240 en el que volaban se estrelló en un bosque cercano a McComb, Misisipi, el 20 de octubre de 1977. La causa probable del accidente fue el consumo de todo el combustible y la consiguiente pérdida de potencia de ambos motores. Además de los artistas, murieron el piloto, el copiloto y el ayudante del representante de la banda. Otros 20 pasajeros sobrevivieron.
- Uno de estos aviones modificado a propulsión con turbohélices, operado por la compañía noruega Partnair, sufrió un grave accidente en 1989, con la pérdida total de 55 personas a bordo, debido al uso de repuestos no autorizados que causó una serie de vibraciones que terminaron por destruir el aparato en el aire.

## Especificaciones (CV-240)

### Características generales
- Tripulación: 2-3
- Capacidad: 40 pasajeros
- Longitud: 22,8 m (74,7 ft)
- Envergadura: 28 m (91,8 ft)
- Altura: 8,2 m (26,9 ft)
- Superficie alar: 75,9 m² (817 ft²)
- Peso vacío: 13 410 kg (29 555,6 lb)
- Peso máximo al despegue: 19 320 kg (42 581,3 lb)
- Planta motriz: 2× motor radial de 18 cilindros refrigerado por aire Pratt & Whitney R-2800 Double Wasp.
  - Potencia: 1790 kW (2468 HP; 2434 CV) cada uno.

### Rendimiento
- Velocidad máxima operativa (Vno): 507 km/h (315 MPH; 274 kt)
- Velocidad crucero (Vc): 451 km/h (280 MPH; 244 kt)
- Alcance: 1930 km (1042 nmi; 1199 mi)
- Techo de vuelo: 4880 m (16 010 ft)
- Régimen de ascenso: 7,7 m/s (1516 ft/min)

## Aeronaves relacionadas

### Desarrollos relacionados
- Canadair CC-109 Cosmopolitan
- Convair C-131 Samaritan

### Aeronaves similares
- Martin 2-0-2
- Martin 4-0-4
- Airspeed Ambassador
- Vickers VC.1 Viking
- HS 748
- Saab 90 Scandia
- Ilyushin Il-12

### Secuencias de designación
- Secuencia T._ (Aeronaves de Transporte del Ejército del Aire español, 1954-1978): ← T.10 - T.11 - T.12 - T.14